# 1970 год
1970 (ты́сяча девятьсо́т семидеся́тый) год  по григорианскому календарю — невисокосный год, начинающийся в четверг. Это 1970 год нашей эры, 10‑й год 7‑го десятилетия XX века 2‑го тысячелетия, 1‑й год 1970‑х годов. Он закончился 55 лет назад.
| Пн | Вт | Ср | Чт | Пт | Сб | Вс |
|    |    |    | 1  | 2  | 3  | 4  |
| 5  | 6  | 7  | 8  | 9  | 10 | 11 |
| 12 | 13 | 14 | 15 | 16 | 17 | 18 |
| 19 | 20 | 21 | 22 | 23 | 24 | 25 |
| 26 | 27 | 28 | 29 | 30 | 31 |    |

| Пн | Вт | Ср | Чт | Пт | Сб | Вс |
|    |    |    |    |    |    | 1  |
| 2  | 3  | 4  | 5  | 6  | 7  | 8  |
| 9  | 10 | 11 | 12 | 13 | 14 | 15 |
| 16 | 17 | 18 | 19 | 20 | 21 | 22 |
| 23 | 24 | 25 | 26 | 27 | 28 |    |

| Пн | Вт | Ср | Чт | Пт | Сб | Вс |
|    |    |    |    |    |    | 1  |
| 2  | 3  | 4  | 5  | 6  | 7  | 8  |
| 9  | 10 | 11 | 12 | 13 | 14 | 15 |
| 16 | 17 | 18 | 19 | 20 | 21 | 22 |
| 23 | 24 | 25 | 26 | 27 | 28 | 29 |
| 30 | 31 |    |    |    |    |    |

| Пн | Вт | Ср | Чт | Пт | Сб | Вс |
|    |    | 1  | 2  | 3  | 4  | 5  |
| 6  | 7  | 8  | 9  | 10 | 11 | 12 |
| 13 | 14 | 15 | 16 | 17 | 18 | 19 |
| 20 | 21 | 22 | 23 | 24 | 25 | 26 |
| 27 | 28 | 29 | 30 |    |    |    |

| Пн | Вт | Ср | Чт | Пт | Сб | Вс |
|    |    |    |    | 1  | 2  | 3  |
| 4  | 5  | 6  | 7  | 8  | 9  | 10 |
| 11 | 12 | 13 | 14 | 15 | 16 | 17 |
| 18 | 19 | 20 | 21 | 22 | 23 | 24 |
| 25 | 26 | 27 | 28 | 29 | 30 | 31 |

| Пн | Вт | Ср | Чт | Пт | Сб | Вс |
| 1  | 2  | 3  | 4  | 5  | 6  | 7  |
| 8  | 9  | 10 | 11 | 12 | 13 | 14 |
| 15 | 16 | 17 | 18 | 19 | 20 | 21 |
| 22 | 23 | 24 | 25 | 26 | 27 | 28 |
| 29 | 30 |    |    |    |    |    |

| Пн | Вт | Ср | Чт | Пт | Сб | Вс |
|    |    | 1  | 2  | 3  | 4  | 5  |
| 6  | 7  | 8  | 9  | 10 | 11 | 12 |
| 13 | 14 | 15 | 16 | 17 | 18 | 19 |
| 20 | 21 | 22 | 23 | 24 | 25 | 26 |
| 27 | 28 | 29 | 30 | 31 |    |    |

| Пн | Вт | Ср | Чт | Пт | Сб | Вс |
|    |    |    |    |    | 1  | 2  |
| 3  | 4  | 5  | 6  | 7  | 8  | 9  |
| 10 | 11 | 12 | 13 | 14 | 15 | 16 |
| 17 | 18 | 19 | 20 | 21 | 22 | 23 |
| 24 | 25 | 26 | 27 | 28 | 29 | 30 |
| 31 |    |    |    |    |    |    |

| Пн | Вт | Ср | Чт | Пт | Сб | Вс |
|    | 1  | 2  | 3  | 4  | 5  | 6  |
| 7  | 8  | 9  | 10 | 11 | 12 | 13 |
| 14 | 15 | 16 | 17 | 18 | 19 | 20 |
| 21 | 22 | 23 | 24 | 25 | 26 | 27 |
| 28 | 29 | 30 |    |    |    |    |

| Пн | Вт | Ср | Чт | Пт | Сб | Вс |
|    |    |    | 1  | 2  | 3  | 4  |
| 5  | 6  | 7  | 8  | 9  | 10 | 11 |
| 12 | 13 | 14 | 15 | 16 | 17 | 18 |
| 19 | 20 | 21 | 22 | 23 | 24 | 25 |
| 26 | 27 | 28 | 29 | 30 | 31 |    |

| Пн | Вт | Ср | Чт | Пт | Сб | Вс |
|    |    |    |    |    |    | 1  |
| 2  | 3  | 4  | 5  | 6  | 7  | 8  |
| 9  | 10 | 11 | 12 | 13 | 14 | 15 |
| 16 | 17 | 18 | 19 | 20 | 21 | 22 |
| 23 | 24 | 25 | 26 | 27 | 28 | 29 |
| 30 |    |    |    |    |    |    |

| Пн | Вт | Ср | Чт | Пт | Сб | Вс |
|    | 1  | 2  | 3  | 4  | 5  | 6  |
| 7  | 8  | 9  | 10 | 11 | 12 | 13 |
| 14 | 15 | 16 | 17 | 18 | 19 | 20 |
| 21 | 22 | 23 | 24 | 25 | 26 | 27 |
| 28 | 29 | 30 | 31 |    |    |    |

## События
См. также: Категория:1970 год

### Январь
- 1 января
  - 0 ч по всемирному координированному времени — начало отсчёта времени большинства UNIX-совместимых операционных систем, так называемая «эпоха UNIX».
  - Мао Цзэдун обвинил руководство СССР в «закоренелом неоколониализме» и установлении в стране «фашистского диктаторского режима».
- 3 января — Республика Конго провозглашена Народной Республикой Конго.
- 5 января — Указом Президиума Верховного совета Украинской ССР город Луганск переименован в Ворошиловград, в честь К. Е. Ворошилова.
- 7 января — председатель Центрального комитета Конголезской партии труда Мариан Нгуаби провозглашён президентом Народной Республики Конго[1].
- 9 января — Муаммар Каддафи лично возглавил правительство Ливии после отставки Махмуда Сулеймана аль-Магриби[2].
- 11 января — глава самопровозглашённой Республики Биафра Одумегву Оджукву бежал из Оверри за рубеж. На следующий день армия Биафры капитулировала перед федеральными войсками Нигерии и гражданская война в Нигерии прекратилась.
- 15—22 января — перепись населения в СССР. Население страны достигло 241,7 миллиона человек и увеличилось с 1959 года на 32,9 миллиона человек[3].
- 18 января — радиационная авария на заводе «Красное Сормово» в Горьком, погибли 15 человек.
- 22 января — на митинге в Сантьяго лидер Коммунистической партии Чили Луис Корвалан заявил, что блок «Народное единство» выдвигает единым кандидатом на президентские выборы Сальвадора Альенде. Кандидатуры коммуниста Пабло Неруды, радикала Альберто Бальтра и других от партий, входящих в блок, сняты[4].
- 27 января — премьер-министр Лесото Л. Джонатан ввёл в стране чрезвычайное положение, аннулировал результаты выборов, которые проиграла его партия, приостановил действие конституции. Коммунистическая партия Лесото объявлена вне закона[5].
- 28 января
  - Председателем Совета министров Чехословацкой Социалистической Республики назначен Любомир Штроугал[6].
  - Катастрофа Ан-24 под Батагаем, погибли 34 человека.
- 29 января — Катастрофа Ту-124 под Мурманском, погибли 11 человек.

### Февраль
- 4 февраля — основан город Припять.
- 6 февраля — Катастрофа Ил-18 под Самаркандом.
- 15 февраля — Катастрофа DC-9 под Санто-Доминго, 102 погибших.
- 21 февраля — Катастрофа Convair 990 под Цюрихом — крупнейший теракт в Швейцарии (47 погибших).
- 22 февраля — принята новая конституция Сенегала, согласно которой в стране вновь учреждён пост премьер-министра[7].
- 23 февраля — Гайана провозглашена Республикой[8].
- 25 февраля — Катастрофа Ил-14 в Усть-Мае.
- 26 февраля — премьер-министром Сенегала назначен Абду Диуф[7].
- 26 февраля — начат выпуск второго поколения Pontiac Firebird.

### Март
- 1 марта
  - На выборах в Австрии побеждает Социалистическая партия Австрии Бруно Крайского.
  - Исландия вступила в Европейскую ассоциацию свободной торговли[9].
- 2 марта — в Солсбери при сохранении правления белого меньшинства провозглашена Республика Родезия, (ранее — британская колония Южная Родезия)[10].
- 8 марта
  - совершено неудачное покушение на президента Кипра архиепископа Макариоса III[11].
  - распространено заявление ТАСС о непризнании СССР независимости Южной Родезии и правящего там режима белого меньшинства[10].
- 11 марта
  - Совет революционного командования Ирака принял Заявление о мирном демократическом урегулировании курдской проблемы, признав право курдов на автономию. Вскоре прекращены военные действия в Курдистане[12].
  - В столице Камбоджи Пномпене начались антивьетнамские погромы, разгромлены посольства Демократической Республики Вьетнам и Южного Вьетнама. В город введены армейские подразделения[13].
- 16 марта — завершились двухдневные парламентские выборы в Финляндии[14].
- 17 марта[15] — первым президентом Гайаны стал Артур Раймонд Чжун[8].
- 18 марта — в Камбодже в отсутствие Нородома Сианука правыми из числа военных при поддержке США был совершён государственный переворот. Королевский совет и Национальное собрание заявили об отстранении Сианука от власти[13], страну возглавил бывший премьер-министр генерал Лон Нол[16].
- 19 марта
  - Открытое письмо Сахарова и других с требованием демократизации общества.
  - США признали новый режим в Камбодже[13].
  - Первая встреча на высшем уровне между ГДР и ФРГ в Эрфурте.
- 23 марта — свергнутый глава Камбоджи принц Нородом Сианук выступает в Пекине с заявлением, в котором заявляет о роспуске парламента и правительства Лон Нола. Одновременно он заявляет о намерении создать Национальный единый фронт Кампучии (НЕФК) и национально-освободительную армию[17].
- 25 марта — в Чили раскрыт заговор отставного генерала Орасио Гамбоа. Проведены аресты среди высших офицеров[18].
- 30 марта — представитель Белого дома по вопросам печати заявил, что командованию войсками США в Южном Вьетнаме предоставлено право «санкционировать вторжение американских войск на территорию Лаоса или Камбоджи в случае военной необходимости»[13].

### Апрель
- 1 апреля — Катастрофа Ан-24 под Новосибирском.
- 2 апреля — принята временная конституция Катара[19].
- 9 апреля — волнения в Минске, спровоцированные попыткой смыть граффити в память об убитом хиппи Вячеславе Максакове.
- 10 апреля
  - Парламентские выборы в Южной Родезии. Все места получает партия Родезийский фронт Яна Смита[10].
  - Пол Маккартни объявил о распаде группы «Битлз».
- 11 апреля — Магнитогорскому металлургическому комбинату присвоено имя В. И. Ленина[20].
- 11 апреля — старт корабля Аполлон-13 (США), приземление 17 апреля. Экипаж — Джеймс Ловелл, Фред Хейз, Джон Суайгерт. Взрыв в блоке управления командного модуля не позволил осуществить высадку на Луне. В экстремальных условиях, используя двигатель лунного модуля, экипажу удалось вернуться на Землю.
- 12 апреля — первая потеря советского атомного флота: гибель подводной лодки К-8 и 52 членов экипажа[21].
- 13 апреля — сформировано правительство Родезии во главе с Яном Смитом[10].
- 14 апреля — президентом Родезии избран Клиффорд Уолтер Дюпон, до этого исполнявший обязанности президента[10].
- 16 апреля — правительство Камбоджи во главе с генералом Лон Нолом обратилось к США с просьбой о предоставлении военной помощи[22].
- 18 апреля — ВВС США начали переброску оружия и снаряжения из Южного Вьетнама в Камбоджу[22].
- 19 апреля — с конвейера ВАЗа сошли первые автомобили ВАЗ-2101.
- 20 апреля — в Гамбии начался трёхдневный референдум по новой Конституции[23].
- 21 апреля — в Австрии сформировано правительство во главе с лидером Социалистической партии Австрии канцлером Бруно Крайским.
- 22 апреля
  - Выборы в Национальное собрание Южноафриканской Республики[24].
  - В СССР широкое празднование 100-летия со дня рождения Владимира Ильича Ленина.[источник не указан 2609 дней]
- 23 апреля — в Камбодже группа «Прачеачун» официально выступила в поддержку свергнутого принца Сианука. Это означает, что Коммунистическая партия Камбоджи решила поддержать инициативы Сианука по созданию НЕФК и принять участие в вооружённой борьбе на его стороне[17].
- 24 апреля — Гамбия по итогам референдума 20—23 апреля провозглашена республикой. Первым президентом страны стал премьер-министр Дауда Джавара[23].
- 30 апреля — войска США и Южного Вьетнама вступили на территорию Камбоджи[22].

### Май
- 4 мая
  - Национальный конгресс Камбоджи учредил Национальный единый фронт Кампучии во главе с принцем Сиануком и создал Королевское правительство национального единства Камбоджи во главе с Пенн Нутом. Основу вооружённых сил НЕФК составили партизанские отряды Коммунистической партии Камбоджи во главе с Пол Потом. Официальным руководителем Национально-освободительной армии был назначен министр обороны Кхиеу Самфан[17].
  - Заявление Советского правительства с осуждением вторжения армии США в Камбоджу[22].
  - Расстрел в Кентском университете — национальная гвардия открывает огонь по мирной демонстрации студентов, протестовавших против вторжения армии США в Камбоджу, убиты четверо учащихся университета, девять ранены.
- 6 мая
  - Между СССР и ЧССР заключён договор о дружбе.
  - США официально заявили о предоставлении военной помощи Камбодже[22].
- 9 мая — на Мамаевом кургане в Волгограде была заложена капсула с обращением участников войны к потомкам, которая должна быть вскрыта 9 мая 2045 года, ровно через 100 лет после победы в Великой Отечественной войне.
- 14 мая — главы правительств социалистических стран заявили, что их правительства и впредь будут оказывать поддержку Вьетнаму и повстанческим движениями Лаоса и Камбоджи[16].
- 15 мая — Катастрофа Ан-10 в Кишинёве — крупнейшая в истории Молдавии (11 погибших).
- 19 мая — Столкновение вертолётов над Борулахом.
- 22 мая — в результате нападения палестинских боевиков на израильский школьный автобус погибли 12 израильтян, включая 9 детей.
- 24 мая — начало бурения Кольской сверхглубокой скважины
- 26 мая — в Москве прошёл XVI съезд ВЛКСМ.
- 29 мая — сформировано первое автономное правительство британского протектората Катар[19].
- 31 мая
  - Сиримаво Бандаранаике вступила на пост премьер-министра Цейлона[25].
  - Землетрясение с магнитудой 7,7 потрясло обширную территорию северного Перу.

### Июнь
- 1 июня
  - Старт космического корабля Союз-9. Экипаж — Николаев А. Г., Севастьянов В. И.. Приземление 19 июня.
  - Катастрофа Ту-104 под Триполи.
- 4 июня — провозглашена независимость от Великобритании Королевства Тонга во главе с королём Тауфаахау Тупоу IV[26]
- 8 июня — в Аргентине командование армии отправляет в отставку президента страны генерала Хуана Карлоса Онганию
- 14 июня — в СССР прошли выборы в Верховный Совет СССР 8-го созыва
- 15 июня — Ленинградское самолётное дело
- 18 июня — принёс присягу президент Аргентины генерал Роберто Марсело Левингстон, назначенный на этот пост командованием армии 13 июня.
- 18 июня — парламентские выборы в Великобритании, победа консерваторов во главе с Эдвардом Хитом.
- 21 июня — сборная Бразилии по футболу становится чемпионом мира.
- 22 июня
  - Президент Эквадора Хосе Мария Веласко Ибарра распустил Конгресс и взял на себя всю полноту власти.
  - Катастрофа Ан-2 под Усухчаем.
- 29 июня — в Москву с дружеским визитом прибыл президент и премьер-министр Объединённой Арабской Республики Гамаль Абдель Насер. [источник не указан 2609 дней]

### Июль
- 1 июля — США вывели свои войска из Камбоджи[16]. (по другим данным, это произошло 30 июня[27]).
- 3 июля — Катастрофа de Havilland Comet под Барселоной.
- 5 июля
  - Парламентские выборы на Кипре[11].
  - Катастрофа DC-8 под Торонто.
- 12 июля — папирусная лодка «Ра-2» Тура Хейердала, отплывшая из Марокко 17 мая, пересекла Атлантический океан и достигла острова Барбадос.
- 13 июля — начало антиправительственного восстания в итальянском городе Реджо-ди-Калабрия.
- 15 июля
  - В СССР приняты Основы законодательства о труде. Введены в действие с 1 января 1971 года[28].
  - Сформировано коалиционное пятипартийное правительство Финляндии во главе с Ахти Карьялайненом[14].
- 16 июля — вступила в силу временная конституция Ирака[12], провозгласившая страну «народной демократической республикой» имевшей целью «создание единого арабского государства и установление социалистического строя»[29].
- 18 июля — Катастрофа Ан-22 в Атлантике — первая в истории Ан-22.
- 22 июля — взрыв железнодорожного экспресса сообщением Палермо-Турин близ Реджо-ди-Калабрии. Погибли 6 человек. Предположительно теракт, совершённой в контексте беспорядков в Реджо-ди-Калабрии.
- 30 июля
  - Национальное собрание Ганы приняло решения о роспуске Президентской комиссии во главе с генералом Аквази Аманквой Африфой и о проведении президентских выборов[30]
  - Компания IBM анонсировала новую серию мейнфреймов System/370.
  - В ходе войны на истощение произошёл единственный крупный бой между авиацией ВВС СССР и Израиля. Четыре советских самолёта были сбиты, три лётчика погибли.

### Август
- 8 августа — Катастрофа Ан-10 под Кишинёвом.
- 9 августа — Катастрофа L-188 под Куско.
- 12 августа — договор ФРГ и СССР: ФРГ признала послевоенные границы (Вилли Брандт)[31].
- 17 августа — парламент Ливана избрал новым президентом страны Сулеймана Франжье[32].
- 26 августа — стартовал 3-й музыкальный фестиваль на острове Уайт. В числе хедлайнеров фестиваля выступили группы The Who, The Doors, Джими Хендрикс и другие.
- 31 августа
  - Верховным главой Малайзии опубликована официальная идеология страны — Рукунегара («Основы государства»)[33].
  - Президентом Ганы избран Эдвард Акуфо-Аддо[30].

### Сентябрь
- 2 сентября — Катастрофа Ту-124 под Днепропетровском.
- 3 сентября — Катастрофа Як-40 под Ленинабадом — первая в истории данной модели самолётов.
- 6 — 8 сентября — Угоны самолётов на «Досонс Филд»: палестинские террористы захватили 4 самолёта международных авиалиний. Попытка угона пятого не состоялась. В заложниках оказались более 300 человек. Пострадавших в ходе захватов не было.
- 8 сентября — в Лусаке (Замбия) открылась Третья конференция неприсоединившихся стран, в которой приняли участие 54 государства. Завершена 10 октября[34].
- 12 сентября — в СССР запущен космический аппарат «Луна-16».
- 18 сентября — в Лондоне умер Джими Хендрикс — один из самых значимых музыкантов в истории рок-музыки.
- 21 сентября — принёс присягу новый глава Малайзии султан Кедаха Абдул Халим Муяззам Шах ибни Аль Мархум Султан Бадли Шах.
- 28 сентября — в Каире скоропостижно скончался президент и премьер-министр Объединённой Арабской Республики Гамаль Абдель Насер. Исполнять обязанности президента стал вице-президент Анвар Садат[35].

### Октябрь
- 1 октября — федеральное правительство Нигерии провозгласило программу послевоенного переустройства и развития страны
- 6 октября — визит Жоржа Помпиду (Франция) в СССР (до 13 октября).
- 8 октября — Александр Солженицын объявлен лауреатом Нобелевской премии по литературе.[источник не указан 2609 дней]
- 9 октября — генерал Лон Нол провозгласил Королевство Камбоджу «Кхмерской республикой»[16].
- 10 октября — Фиджи становятся независимыми от Великобритании[36].
- 13 октября — в США по обвинению в соучастии в убийстве арестована известная правозащитница Анджела Дэвис.
- 15 октября
  - Первый получивший широкую огласку случай угона самолёта в СССР. Отец и сын Бразинскасы захватили самолёт «Аэрофлота» Ан-24, совершавший рейс Сухуми-Батуми, убили бортпроводницу Надежду Курченко и принудили экипаж к посадке в Трабзоне (Турция).
  - На референдуме в Египте Анвар Садат избран президентом страны[37].
- 20 октября — в СССР состоялся первый розыгрыш «Спортлото».[источник не указан 2609 дней]
- 21 октября — премьер-министром Египта назначен Махмуд Фавзи
- 22 октября — в Чили смертельно ранен главнокомандующий вооружёнными силами генерал Рене Шнейдер. Скончался 25 октября[38].
- 24 октября — Сенат Чили избрал кандидата от блока Народное единство Сальвадора Альенде президентом Чили[39].

### Ноябрь
- 1 ноября — пожар в клубе «Cinq-Sept» (146 погибших).
- 3 ноября — Сальвадор Альенде вступил в должность президента Чили[39].
- 4 ноября — образован Комитет по правам человека (Сахаров, Чалидзе, Твердохлебов).
- 14 ноября — в авиакатастрофе, в числе прочих, погибли 45 членов футбольной команды университета Маршалла[40].
- 15 ноября — премьер-министр Египта Махмуд Фавзи подал прошение об отставке новому президенту страны Анвару Садату. Садат вновь поручил формирование кабинета Махмуду Фавзи.
- 17 ноября
  - Совершила мягкую посадку на поверхность Луны космическая станция «Луна-17» с аппаратом «Луноход-1»[41].
  - Дуглас Енгельбарт получил патент на компьютерную мышь.
- 25 ноября — японский писатель правых взглядов Юкио Мисима после неудачной попытки совершить государственный переворот совершил ритуальное самоубийство из-за утраты армией и страной самурайского духа.
- 27 ноября — Катастрофа DC-8 в Анкоридже.
- 30 ноября
  - Вступила в силу новая конституция Южного Йемена. Народная Республика Южного Йемена получила новое название — Народная Демократическая Республика Йемен[42].
  - Вильнюс награждён орденом Ленина[43].

### Декабрь
- 1 декабря — в Италии принят закон, разрешающий развод (расторжение брака).
- 6 декабря — в Чили декретом нового президента Сальвадора Альенде национализирована текстильная фирма «Бельявиста-Томе» — начало серии национализаций в различных областях экономики.
- 7 декабря
  - Договор между ФРГ и ПНР. ФРГ признала западную границу Польши[31].
  - В Италии ночью на 8 декабря подпольный Национальный фронт князя В. Боргезе намеревается совершить государственный переворот. Путч не состоялся.
- 10 декабря — в СССР приняты Основы водного законодательства. Введены в действие с 1 сентября 1971 года[28].
- 11 декабря — в СССР восстановлена Нарынская область Киргизской ССР из районов расформированной в 1962 году Тянь-Шанской области.
- 13 декабря — в Польше повышены цены на мясо и другие продовольственные товары, что приводит к волнениям и отставке руководства страны.
- 14 декабря
  - В Испании введено чрезвычайное положение.
  - В СССР восстановлена Марыйская область Туркменской ССР, упразднённая в 1963 году[44].
- 15 декабря — космическая станция «Венера-7» совершает первую успешную посадку на Венеру.
- 16 декабря — на встрече в Гааге представители 50 государств подписали соглашение о предотвращении незаконного захвата самолётов.
- 16 декабря — указом Президиума Верховного Совета СССР город Иваново награждён орденом Октябрьской Революции.[источник не указан 2609 дней]
- 17 декабря — кульминация рабочих протестов в городах ПНР. Армия и милиция вели огонь на поражение; при обстреле в Гдыне погибли 13 человек, среди них ставшие широко известными Брунон Дрыва и Збигнев Годлевский.
- 19 декабря — Катастрофа Ан-22 в Панагархе.
- 28 декабря — принята новая конституция Йеменской Арабской Республики[42].
- 31 декабря — Катастрофа Ил-18 под Ленинградом.

## Персоны года
Человек года по версии журнала Time — Вилли Брандт, федеральный канцлер ФРГ.

## Родились
См. также: Категория:Родившиеся в 1970 году

### Январь
- 1 января
  - Фиона Долман, шотландская актриса кино.
  - Пола Малкомсон, ирландская актриса, в основном снимающаяся на телевидении.
- 2 января
  - Оксана Омельянчик, советская спортивная гимнастка, заслуженный мастер спорта.
  - Инна Гомес, советская и российская актриса и фотомодель.
  - Нэнси Сент-Олбан, американская актриса.
- 6 января
  - Джули Чен, американская журналистка, телеведущая и актриса.
  - Габриэль Рис, американская пляжная волейболистка и фотомодель.
- 9 января
  - Белан, Эдуард Борисович, военный врач, старший лейтенант внутренней службы, Герой Российской Федерации.
  - Лара Фабиан, франкоязычная певица.
- 11 января — Мустафа Сандал, турецкий певец и продюсер.
- 13 января — Шонда Раймс, американский сценарист, режиссёр и продюсер.
- 20 января
  - Скит Ульрих, американский актёр («Крик»).
  - Бранка Катич, сербская актриса
  - Керри Кенни-Сильвер, американская актриса, певица, сценарист, продюсер и комик.
- 21 января
  - Орен Пели, американский и израильский режиссёр, сценарист, продюсер («Паранормальное явление»).
  - Марина Фоис, французская актриса театра и кино.
- 24 января — Мэттью Лиллард, американский актёр («Потомки», «Крик»).
- 26 января 
  - Трейси Миддендорф, американская актриса и кинопродюсер.
  - Михаил Добкин, украинский государственный и политический деятель.
- 29 января
  - Хизер Грэм, американская актриса («Из ада», «Убей меня нежно»).
  - Дмитрий Маликов, российский певец и актёр.
- 30 января — Маргарита Митрофанова, российская радио- и телеведущая, музыкальный журналист.
- 31 января — Минни Драйвер, британская актриса, певица, автор песен.

### Февраль
- 3 февраля
  - Шура Би-2, один из основателей и второй лидер группы «Би-2».
- 4 февраля
  - Габриэль Анвар, британско-американская актриса («Запах женщины»).
  - Наталья Эдуардовна Васильева, советская писательница, поэтесса и исполнительница авторской песни.
- 8 февраля — Александр Викторович Горшков, советский футболист.
- 9 февраля — Изабель Гиллис, американская актриса и писательница.
- 15 февраля
  - Йоуни Хюнюнен, финский рок-музыкант.
  - Меган Доддс, американская актриса.
- 16 февраля — Ирина Епифанова, российская рок-певица, актриса.
- 18 февраля
  - Тэмми Макинтош, австралийская актриса.
  - Сьюзан Иган, американская актриса и певица.
  - Алла Клюка, российская актриса театра и кино.
- 19 февраля — Беллами Янг, американская актриса
- 20 февраля — Керри Хоскинс, бывшая модель и актриса видеоигр
- 23 февраля
  - Ниси Нэш, американская актриса, комедиантка, продюсер и телеведущая.
  - Мари-Жозе Кроз, канадская актриса.
- 24 февраля — Михаил Елисеев, российский актёр, театральный режиссёр.
- 25 февраля — Всеволод Кузнецов, российский актёр озвучивания и режиссёр дубляжа.
- 28 февраля — Танги Миллер, американская актриса

### Март
- 3 марта — Джули Боуэн, американская актриса («Счастливчик Гилмор»).
- 5 марта
  - Джон Фрушанте, гитарист Red Hot Chili Peppers.
  - Юу Ватасэ, мангака.
- 7 марта
  - Рэйчел Вайс, британо-американская актриса.
  - Владислав Адельханов, советский скрипач и писатель.
- 8 марта
  - Андреа Паркер, американская актриса
  - Мередит Скотт Линн, американская актриса, режиссёр и продюсер.
  - Анастасия Колпикова, российская актриса театра и кино, заслуженная артистка России.
  - Сергей Глушко (Тарзан), российский актёр, певец, бодибилдер и стриптизёр.
- 9 марта — Шеннон Лето, американский рок-музыкант, барабанщик альтернативной группы 30 Seconds to Mars.
- 14 марта — Мередит Сэленджер, американская актриса.
- 18 марта
  - Куин Латифа, американская певица, рэпер, актриса и модель, обладательница «Грэмми», «Эмми» и «Золотого глобуса».
  - Сьюзан Анбех, немецкая актриса.
- 23 марта — Мелисса Эррико, американская актриса, певица и автор песен.
- 24 марта
  - Лара Флинн Бойл, американская актриса.
  - Шэрон Корр, ирландская певица, автор песен, пианистка, актриса.
  - Лорен Боулз, американская актриса, сценарист и кинопродюсер.
- 25 марта
  - Эльке Винкенс, немецко-австрийская актриса театра, кино и телевидения.
  - Кэри Матчетт, канадская актриса.
- 26 марта — Юрий Деркач, российский театральный актёр, режиссёр и актёр дубляжа.
- 27 марта — Элизабет Митчелл, американская актриса.
- 28 марта
  - Дмитрий Брекоткин, российский актёр телевидения, телеведущий.
  - Ольга Копосова, российская актриса.
- 30 марта — Дмитрий Потапенко, российский предприниматель, управляющий партнёр.
- 31 марта
  - Дэймон Херриман, австралийский актёр.
  - Аленка Братушек, словенский политический деятель, премьер-министр Словении.

### Апрель
- 4 апреля — Марк Кирхнер, немецкий биатлонист, трёхкратный олимпийский чемпион.
- 6 апреля — Ирина Билык, украинская певица и композитор, Народная артистка Украины.
- 7 апреля — Марианна Максимовская, российская журналистка, телеведущая, заместитель главного редактора телеканала РЕН ТВ, автор и ведущая программы «Неделя с Марианной Максимовской».
- 9 апреля — Триша Пенроуз, английская актриса, певица и телеведущая.
- 14 апреля
  - Андрей Воробьёв, российский государственный и политический деятель. Губернатор Московской области.
  - Вадим Красносельский, приднестровский государственный, политический деятель, президент Приднестровской Молдавской Республики.
- 18 апреля — Лиза Лоцицеро, американская телевизионная актриса.
- 20 апреля — Салават Шайхинуров, русский художник-постановщик, один из создателей «Смешариков»
- 21 апреля — Николь Салливан, американская актриса, комик, актёр озвучивания.
- 26 апреля — Мелания Трамп, словенская фотомодель, дизайнер наручных часов и ювелирных изделий, супруга президента США Дональда Трампа.
- 27 апреля — Даниэла Стоянович, сербская актриса.
- 28 апреля — Диего Симеоне, аргентинский футболист, тренер
- 29 апреля
  - Ума Турман, американская киноактриса.
  - Андре Агасси, американский теннисист.

### Май
- 1 мая — Хави Грасия, испанский футболист, тренер
- 2 мая — Екатерина Щелканова, российская актриса, балерина и певица.
- 4 мая — Тэнди Райт, новозеландская актриса кино и телевидения.
- 7 мая — Игнас Сташкявичюс, литовский предприниматель.
- 8 мая — Луис Энрике, испанский футболист, тренер
- 10 мая
  - Джина Филипс, американская актриса.
  - Салли Филлипс, британская актриса театра, кино и телевидения.
- 12 мая — Саманта Мэтис, американская киноактриса.
- 14 мая — Ярослав Бойко, российский актёр театра и кино.
- 15 мая — Никола Уолкер, английская актриса театра и телевидения.
- 16 мая — Габриэла Сабатини, аргентинская теннисистка.
- 17 мая — Анжелика Агурбаш, российская и белорусская певица, актриса, модель и телеведущая.
- 22 мая — Наоми Кэмпбелл, британская супермодель, актриса и певица афроямайского происхождения.
- 26 мая — Кайли Айрлэнд, американская порноактриса, режиссёр, продюсер, радиоведущая интернет-радиошоу.

### Июнь
- 3 июня — Джули Масс, канадская актриса.
- 4 июня — Изабелла Скорупко, шведская актриса польского происхождения.
- 7 июня — Хелен Баксендейл, британская актриса и кинопродюсер.
- 8 июня
  - Келли Уильямс, американская актриса
  - Тереза Штрассер, американская актриса, писательница, сценарист, кинопродюсер, журналистка и телеведущая.
  - Юлия Ауг, российская актриса и режиссёр театра и кино.
- 10 июня -
  - Крис Коулман, валлийский футболист и тренер
  - Джули Сент-Клэр, американская актриса, кинорежиссёр и кинопродюсер.
- 11 июня —
  - Анжелика Рудницкая, украинская певица, художница, телеведущая.
  - Веня Д’ркин, украинский поэт, музыкант, рок-бард.
- 14 июня — Хизер Макдональд, американская актриса, комедиантка, сценарист и певица.
- 15 июня — Лиа Ремини, американская актриса, модель.
- 16 июня — Мария Бурмака, украинская певица.
- 17 июня — Саша Сокол, мексиканская певица, актриса, телеведущая.
- 18 июня — Робин Кристофер, американская актриса мыльных опер.
- 20 июня — Александр Баргман, российский актёр театра и кино. Главный режиссёр Театра имени В. Ф. Комиссаржевской, художественный руководитель «Такого театра».
- 21 июня — Тарас Чубай, украинский певец, рок-музыкант и композитор, вокалист группы «Плач Єремії».
- 22 июня — Марина Майко, советская и российская актриса.
- 23 июня — Ян Тирсен, французский музыкант и композитор.
- 24 июня — Григорий Малыгин, российский актёр, комик, капитан команды КВН «Дети лейтенанта Шмидта».
- 25 июня
  - Люси Бенджамин, английская актриса.
  - Кати Андриё, французская модель и актриса.
- 26 июня
  - Пол Томас Андерсон, американский режиссёр, сценарист и продюсер.
  - Крис О’Доннелл, американский киноактёр.

### Июль
- 2 июля
  - Янси Батлер, американская актриса.
  - Эми Уэбер, американская киноактриса, фотомодель, певица и телеведущая.
- 3 июля
  - Шони Смит, американская киноактриса.
  - Одра Макдональд, американская актриса и певица
- 10 июля — Джон Симм, британский актёр.
- 12 июля — Ор Атика, французская актриса и режиссёр.
- 14 июля — Нина Семашко, американская актриса.
- 20 июля — Джули Майклс, американская актриса, каскадёр, продюсер и сценарист.
- 21 июля — Алисия Рейнер, американская актриса
- 23 июля
  - Каризма Карпентер, американская актриса.
  - Риа Килстедт, американская актриса.
- 24 июля — Стефани Адамс, американская фотомодель, писательница и ЛГБТ-активистка.
- 26 июля — Андрей Григорьев-Апполонов, солист группы «Иванушки International».
- 27 июля — Фатима Режаметова, заслуженная актриса Узбекистана.
- 28 июля — Анжели Альмендар, американская фотомодель и актриса.
- 30 июля — Кристофер Нолан, британский и американский режиссёр.

### Август
- 1 августа — Дженнифер Гэрис, американская актриса и фотомодель.
- 4 августа — Глеб Самойлов, участник советской рок-группы «Агата Кристи».
- 6 августа
  - Барбора Кодетова, чешская актриса.
  - Марина Могилевская, советская и российская актриса театра и кино.
- 7 августа 
  - Мелани Сайкс, английская журналистка, телеведущая, актриса и фотомодель.
  - Влада Литовченко, общественный деятель, Мисс Украина 1995.
- 9 августа — Варвара Никитина, каскадёр.
- 12 августа — Мариола Фуэнтес, испанская актриса.
- 13 августа
  - Илья Шакунов, советский актёр театра и кино.
  - Анна Терехова, советская и российская актриса театра и кино.
- 15 августа — Бёрд, Крис, американский боксёр-профессионал, выступающий в тяжёлой весовой категории.
- 16 августа — Маниша Коирала, непальская и индийская киноактриса, продюсер, танцовщица.
- 17 августа — Тэмми Таунсенд, американская телевизионная актриса и певица.
- 21 августа
  - Джон Кармак, американский разработчик компьютерных игр; инженер в областях информатики, аэрокосмической техники и виртуальной реальности; предприниматель.
  - Кэти Уэслак, канадская актриса озвучивания, известная озвучиванием персонажей в различных аниме-сериалах.
- 25 августа
  - Клаудиа Шиффер, немецко-американская супермодель и актриса.
  - Джо Ди Мессина, американская кантри-певица, автор песен, гитаристка, пианистка и актриса.
- 26 августа — Мелисса Маккарти, американская актриса, комедиантка, сценарист, продюсер и модельер.
- 27 августа
  - Келли Трамп, немецкая порноактриса.
  - Линна Крил, американская актриса, кинорежиссёр, сценарист, кинопродюсер и фотограф.
- 29 августа — Алессандра Негрини, бразильская актриса.
- 31 августа
  - Зак Уорд, канадский актёр кино и телевидения.
  - Дебби Гибсон, американская певица

### Сентябрь
- 1 сентября
  - Падма Лакшми, американская телеведущая индийского происхождения, актриса и бывшая модель.
  - Митсу, канадская актриса, певица, фотомодель, журналистка, телеведущая, радиоведущая и бизнесвумен.
- 3 сентября — Гарет Саутгейт, главный тренер сборной Англии по футболу с 2016 года.
- 4 сентября — Айони Скай, американская актриса
- 9 сентября — Наталья Стрейгнард, венесуэльская актриса, известная своей работой в популярных телесериалах.
- 11 сентября
  - Тараджи Хенсон, американская актриса и певица.
  - Фанни Кадео, итальянская модель, телеведущая и актриса.
- 13 сентября — Луиза Ломбард, британская актриса.
- 14 сентября — Кетанджи Браун Джексон, американский юрист, судья Верховного суда США.
- 18 сентября — Айша Тайлер, американская актриса и комик.
- 20 сентября — Доминика Печински, шведская певица, модель и телеведущая.
- 22 сентября — Барбара Альберт, австрийская актриса, сценарист, продюсер, режиссёр и монтажёр.
- 24 сентября — Малинда Уильямс, американская актриса.
- 26 сентября — Шери Мун Зомби, американская киноактриса
- 27 сентября — Тамара Тейлор, канадская актриса кино и телевидения.
- 29 сентября — Николас Виндинг Рефн, датский режиссёр, продюсер, сценарист.

### Октябрь
- 2 октября
  - Марибель Верду, испанская актриса.
  - Келли Рипа, американская телеведущая, актриса, продюсер и комедиантка.
- 3 октября — Кирстен Нельсон, американская актриса.
- 5 октября — Джози Биссетт, американская актриса
- 6 октября — Эми Джо Джонсон, американская актриса и певица.
- 7 октября — Николь Ари Паркер, американская актриса и бывшая модель.
- 8 октября
  - Мэтт Деймон, американский актёр.
  - Энн-Мари Дафф, английская актриса.
  - Гаури, индийский кинопродюсер, художница.
- 11 октября — Констанс Зиммер, американская актриса
- 12 октября — Клаудия Абреу, бразильская актриса театра и кино.
- 14 октября — Даниэла Пештова, чешская супермодель.
- 16 октября — Андрей Тихонов, советский и российский футболист.
- 17 октября — Светлана Назаренко (Ая), солистка группы Город 312
- 22 октября — Александр Демидов, российский актёр, телевизионный деятель, сценарист, продюсер.
- 24 октября
  - Наташа Феодориду, греческая певица.
  - Габриэлла Мариани, российская актриса театра и кино.
- 25 октября — Наталья Сенчукова, советская певица.
- 26 октября — Лиза Райдер, канадская актриса.
- 28 октября — Леонор Силвейра, португальская киноактриса.
- 29 октября — Коку, Филлип, голландский футболист.
- 30 октября — Ниа Лонг, американская актриса.

### Ноябрь
- 4 ноября — Дон Мари, бывший американский профессиональный рестлер и действующий тренер.
- 5 ноября — Тэмзин Аутуэйт, английская актриса.
- 6 ноября
  - Итан Хоук, американский актёр («Гаттака», «Отрочество»).
  - Йонна Лильендаль, шведская актриса
- 7 ноября — Елена Бирюкова, советская актриса театра и кино.
- 8 ноября — Ингрид Вандебос, бельгийская фотомодель и актриса.
- 9 ноября — Крис Джерико, рестлер, выступающий в WWE.
- 11 ноября — Лора Райт, американская актриса мыльных опер.
- 15 ноября — Александр Квиташвили, грузинский и украинский государственный деятель.
- 16 ноября
  - Марта Плимптон, американская актриса, певица и бывшая модель.
  - Донателла Финокьяро, итальянская актриса театра, кино и телевидения.
- 17 ноября — Андрей Кокотюха, современный украинский писатель-беллетрист и автор сценариев, журналист.
- 18 ноября
  - Пита Уилсон, австралийская актриса и модель.
  - Лорна Пас, колумбийская актриса и модель.
- 23 ноября
  - Зои Болл, английская актриса, кинопродюсер, журналистка, телеведущая, радиоведущая и диджей.
  - Изабель Буис, французская актриса и телевизионная ведущая.
- 27 ноября — Брук Лэнгтон, американская актриса.
- 29 ноября — Паола Тарбэй, американская актриса, фотомодель и телеведущая.
- 30 ноября
  - Перри Ривз, американская актриса
  - Кристин Даттило, американская актриса

### Декабрь
- 1 декабря
  - Сара Сильверман, американская актриса стендапа, кино и телевидения; сатирик.
  - Голден Брукс, американская актриса.
- 5 декабря — Марко Сааресто, лидер и вокалист финской рок-группы «Poets of the Fall».
- 6 декабря — Михаэла Шаффрат, немецкая актриса,
- 9 декабря — Кара Диогуарди, американская исполнительница и автор песен, продюсер, музыкальный редактор, телеведущая.
- 11 декабря — Виктория Фуллер, американская актриса, фотомодель и художница.
- 12 декабря
  - Реджина Холл, американская актриса,
  - Мэдхен Амик, американская актриса,
  - Дженнифер Коннелли, американская актриса,
- 13 декабря — Лейна Нгуен, американская журналистка, телеведущая и актриса.
- 14 декабря
  - Бет Ортон, английская певица, автор песен, гитаристка и актриса.
  - Анна Мария Йопек, польская певица, музыкант и продюсер.
- 18 декабря — Виктория Пратт, канадская актриса и фотомодель.
- 20 декабря — Эдуар Монтут, французский театральный и киноактёр.
- 26 декабря — Даниэль Кормак, новозеландская актриса.
- 27 декабря — Трэйси Черелл Джонс, американская актриса,
- 28 декабря
  - Элейн Хендрикс, американская актриса, режиссёр, сценарист, продюсер и певица.
  - Франческа Ли, американская порноактриса и режиссёр.
- 29 декабря — Вадим Сквирский, российский актёр театра и кино, режиссёр.

## Скончались
См. также: Категория:Умершие в 1970 году
- 5 января — Макс Борн, немецкий и британский физик-теоретик и математик, один из создателей квантовой механики, лауреат Нобелевской премии по физике (1954).
- 10 января — Павел Беляев, лётчик-космонавт СССР, полковник, Герой Советского Союза.
- 29 января
  - Виктор Болховитинов, советский авиаконструктор.
  - Бэзил Генри Лиддел Гарт, английский военный историк и теоретик.
- 2 февраля — Бертран Рассел, британский философ, логик, математик и общественный деятель, лауреат Нобелевской премии в области литературы (1950).
- 16 февраля — Фрэнсис Пейтон Роус, американский патолог, лауреат Нобелевской премии по физиологии и медицине 1966 года.
- 11 марта — Эрл Стэнли Гарднер, американский писатель, классик детективного жанра.
- 31 марта — Семён Тимошенко, советский военачальник, Маршал Советского Союза.
- 2 апреля — Фейсал Абд аль-Латиф аш-Шааби, первый премьер-министр Южного Йемена.
- 17 апреля — Павел Луспекаев, киноактёр («Белое солнце пустыни», «Верещагин»).
- 6 мая — Александр Родзянко, генерал-лейтенант (1919), один из руководителей Белого движения на Северо-Западе России.
- 12 мая — Владислав Андерс, польский генерал, командующий 1-й польской армией.
- 2 июня — Брюс Макларен, гонщик Формулы-1.
- 11 июня — Александр Керенский, российский политический и общественный деятель, председатель Временного правительства.
- 21 июня
  - Лев Кассиль, детский писатель.
  - Сукарно, первый президент Индонезии.
- 1 июля — Генрих Васильев, советский график и художник декоративно-прикладного искусства (род. 1931).
- 27 июля — Антониу ди Салазар, португальский государственный деятель, премьер-министр Португалии (1932—1968), идеолог «Нового государства».
- 1 августа — Отто Генрих Варбург, немецкий биохимик, доктор, физиолог и цитолог. лауреат Нобелевской премии в области физиологии и медицины 1931 года.
- 1 сентября — Франсуа Мориак, французский писатель, лауреат Нобелевской премии в области литературы (1952).
- 18 сентября — Джими Хендрикс, американский рок-гитарист.
- 25 сентября — Эрих Мария Ремарк, немецкий писатель.
- 28 сентября
  - Гамаль Абдель Насер, президент Египта (умер в должности).
  - Джон Дос Пассос, американский писатель.
- 4 октября — Дженис Джоплин, американская рок-певица.
- 11 октября — Эдуар Даладье, французский политик, государственный деятель, премьер-министр Франции в 1933, 1934, 1938—1940 годах.
- 19 октября — Ласаро Карденас, президент Мексики в 1934—1940 годах, почётный президент Всемирного Совета Мира (род. 1895).
- 9 ноября — генерал Шарль де Голль, бывший президент Франции.
- 19 ноября — Андрей Ерёменко, Маршал Советского Союза (1955), Герой Советского Союза (1944).
- 25 ноября — Юкио Мисима, японский писатель.
- 7 декабря — Руб Голдберг, американский карикатурист, скульптор, писатель, инженер и изобретатель.
- 30 декабря — Сонни Листон, американский боксёр-профессионал, чемпион мира в тяжёлом весе.
- 31 декабря — Сирил Скотт, английский композитор и писатель (р. 1879).

## Нобелевские премии
- Физика — Ханнес Альвен — «За фундаментальные работы и открытия в магнитной гидродинамике и плодотворные приложения их в различных областях физики», Луи Эжен Фелик Неель — «За фундаментальные труды и открытия, касающиеся антиферромагнетизма и ферромагнетизма, которые повлекли за собой важные приложения в области физики твёрдого тела».
- Химия — Луис Федерико Лелуар.
- Медицина и физиология — Бернард Кац, Ульф фон Эйлер, Джулиус Аксельрод.
- Литература — Александр Исаевич Солженицын.
- Премия мира — Норман Эрнест Борлоуг.
- Экономика — Пол Энтони Самуэльсон — «За научную работу, развившую статическую и динамическую экономическую теорию и внёсшую вклад в повышение общего уровня анализа в области экономической науки».